# Котуньо, Доменико
Доме́нико Фели́че Анто́нио Коту́ньо (итал. Domenico Felice Antonio Cotugno; лат. Dominicus Cotunnius; 29 января 1736 — 6 октября 1822) — итальянский анатом и врач.

## Биография
Родился в бедной семье недалеко от города Бари. Окончил Неаполитанский университет, работал далее в этом университете и в неаполитанской Больнице для неизлечимых (итал. Ospedale degli Incurabili), некоторое время также был личным врачом неаполитанского короля Фердинанда IV.
Ещё молодым учёным Котуньо сделал ряд открытий в области анатомии. Он впервые описал (в сочинении «De aquaeductibus auris humanae internae», 1760) проток в каменистой части височной кости, названный Aquaeductus Cottunnii; назопалатинальный нерв, ответственный за чихание; седалищный нерв. Котуньо первым установил, что присутствие белка в моче свидетельствует о болезнях почек. Котуньо также исследовал артрит, ишиас, оспу и другие заболевания.
Описал субарахноидальное пространство и воспаление седалищного нерва, ввёл термин «ишиас» (1764).